# Antoine-François Lemaire
,-
Ne doit pas être confondu avec Antoine Lemaire d'Arion.
Antoine François Lemaire, né le 3 novembre 1758 à Montargis, est un journaliste et écrivain révolutionnaire français proche de la Gironde. Commis aux postes depuis 1786, puis électeur de Paris, il devint membre du Club des Jacobins dès décembre 1790, avant d'embrasser un longue carrière dans le journalisme et l'imprimerie. Cette longévité tient à un contexte favorable aux rédacteurs réactifs, aptes à suivre l'évolution de la Révolution, ainsi qu'aux soutiens, réseaux et subventions obtenus auprès de ses protecteurs et des gouvernements successifs.

## Biographie
Durant ses années de service aux postes (1786 - 1796), Lemaire se lie avec Louis-Augustin Bosc, naturaliste et plus tard républicain convaincu. Cette relation, qui devait s'avérer essentielle dans son parcours, s’étend sur plusieurs décennies. Bosc l’introduit au sein du cercle des époux Roland, facilitant ainsi son intégration dans les milieux girondins. Cette amitié perdure bien au-delà de la période révolutionnaire, comme en témoignent plusieurs échanges épistolaires encore conservés en 1811.
Dès avant la prise de la Bastille, Lemaire s'essaye au journalisme avec sa première publication, Les vitres cassées par le véritable Père Duchesne, rédigée par un député des États généraux. Déjà remis au goût du jour par une comédie de Dorvigny, le Père Duchesne incarne une figure familière du théâtre et de la satire. Repris par Lemaire, il devient, dans un style truculent et empreint de verve populaire, le porte-voix des plus pauvres, s’affirmant comme leur véritable représentant face aux députés. La feuille volante rencontre un réel succès et l’imprimeur doit rapidement multiplier les tirages pour répondre à la demande croissante. L'année suivante, dans ses Lettres bougrement patriotiques du Père Duchêne (1790), il se montre un ardent défenseur des principes nouveaux. 
Dans un contexte de vives confrontations idéologiques, la figure du Père Duchêne est appropriée par des publicistes issus de courants politiques variés, chacun l’adaptant à ses propres orientations et objectifs et en revendiquant la paternité. Dès 1790, la popularité du personnage se manifeste à travers une prolifération de pamphlets, d’almanachs, d’estampes, de chansons et de publications populaires reprenant son nom, témoignant du succès du thème et de sa large diffusion. Comme souvent, un sujet à succès suscite de nombreuses imitations, et parmi les journaux qui réussissent à s’imposer durablement auprès du lectorat, deux périodiques finissent par se distinguer nettement. Lemaire dirige son édition parisienne chez l'imprimeur Châlon. Elle est à différencier de celle de Jacques Hébert qui sort des presses de l'imprimeur Denis Tremblay et qui, plus radicale, plus fougueuse, devait devenir la plus célèbre. En décembre 1790, s'y ajoute la proposition dite de la rue du Vieux-Colombier de l’abbé Jean Charles Jumel (1750-1824) imprimée par les frères Dufour, qui perd en campagne contre le clergé réfractaire,,. La concurrence s'exacerbe entre les trois Duchesne qui se disputent pendant quelque temps la légitimité du personnage de foire. 
En 1790, Lemaire devient également l'initiateur du périodique L'Ami des Soldats, supplément à ses Lettres bougrement patriotiques. Son rôle de propagandiste fait l'objet de débats, en partie en raison de ses positions moins radicales que celles des figures les plus avancées du camp patriote. Ainsi, en 1790, un capitaine des grenadiers adresse une lettre à Jean-Paul Marat l’accusant d’être un agent à la solde de La Fayette.
Son engagement politique le pousse vers une alliance affirmée avec les Girondins dès 1792, année durant laquelle il fonde Le Courrier de l’Égalité, soutenu financièrement par Roland, dont l'objectif est d'« endoctriner » les troupes révolutionnaires. Lemaire semble également collaborer au Républicain, journal des hommes libres de tous les pays, un autre vecteur de propagande révolutionnaire, assisté dans l'observation des débats parlementaires.
A l’avènement de la République, il est suspecté de collusion avec le gouvernement déchu. Le 21 décembre 1792, lors de son interrogation par la Commission des Douze à la suite de la découverte de l'armoire de fer, Lemaire est accusé de liens avec les ministres monarchiens notamment avec Chambonas, l'ancien maire de Sens avant son accession aux Affaires étrangères. Il dément formellement ces accusations, se défendant vigoureusement d’être un partisan de Lafayette et réaffirmant sa position républicaine. L'année suivante, en 1793, Lemaire est encore soupçonné de liens avec des éléments réactionnaires et d'avoir reçu des fonds pour concurrencer le journal d'Hébert. À cette date, il poursuit les aventures du héros de Foire qui la rendu célèbre dans Les Trompettes du Père Duchêne (1792 -1793) mais quitte provisoirement le directoire des Postes.
Sous la Terreur, Lemaire n'est pas inquiété. Il est en effet appelé aux fonctions de bibliothécaire et de chef d'instruction à Bergerac, sur la recommandation de Joseph Lakanal qui lui semble très favorable,, avant de revenir à Paris après la chute de Maximilien Robespierre en 1795. Lors de cette période, il dépose à la Convention une brochure demandant l'abolition de la peine de mort, plaidant pour que cette mesure soit envisagée comme un rempart contre les dérives despotiques. Cette prise de position est saluée par la Convention, qui lui décerne une mention honorable, transmettant son texte à la commission chargée de la préparation de la Constitution de l'an III. A la fin de l'année 1795, quand le gouvernement thermidorien mesure l'ampleur de la résurgence royaliste, il intègre le Bureau d'esprit public dirigé par Joseph Turot et chargé de contrôler la presse et de rationaliser l'effort de propagande du gouvernement Son périodique, Le Bonhomme Richard (1796), passe alors pour être secrètement subventionné pour ramener dans le giron républicain, et Feuillants modérés et anciens démocrates.
Dans les années suivantes, Lemaire s'ancre encore davantage dans le paysage médiatique français. En 1796, détaché du services des Postes, il s'établit comme imprimeur rue d'Enfer. Sortent de ses presses, L'Ami des Lois et le Patriote français (1797 -1799) dont le principal rédacteur, un périodique largement inspiré par le journal de Brissot, avant de publier parallèlement L'Orateur des assemblées primaires en 1798, un organe de presse influent sous le Directoire. La même année, il imprime affiche et pamphlet, tel La Peur de Poultier, soutenu secrètement par le ministre de la Police générale avant d'être nommé archiviste adjoint du Directoire.
À partir de 1799, Lemaire devient directeur et rédacteur principal du Citoyen français, journal politique, commercial et littéraire, un des rares journaux politiques qui devaient être autorisés par l'arrêté du 27 nivôse an VIII et qui se maintient jusqu'en 1801, tout en devenant membre de sociétés d’émulation et du Portique Républicain, société littéraire ultra-démocratique. Son journal change de titre en 1801, pour devenir le Courrier français, journal politique, commercial et littéraire avant de fusionner avec Le Courrier des spectacles pour devenir Le Courrier de l'Europe et des spectacles.
Toutefois, avec l’affermissement du régime consulaire, puis impérial, l’espace laissé aux anciens publicistes révolutionnaires se réduit considérablement. Privé de soutien et en proie à des difficultés croissantes, Lemaire s’exile à Francfort, où il enseigne et se trouve en grande détresse, pris par ses engagements financiers, notamment envers Canton duquel il aurait été lésé en cédant précipitamment son journal. Il envisage même en 1811 de partir en Russie ou à Rome, espérant y trouver un appui officiel. Lemaire s'accroche à l’illusion que son passé de publiciste engagé - et gagé - pourrait encore lui ouvrir des portes. Les traces de son parcours s'estompent après l’été 1811, la correspondance avec Bosc s’interrompant à cette date. L’incertitude demeure quant à son retour à Paris certaines sources avançant qu’il aurait sombré dans la folie et fini ses jours à Bicêtre vers 1824.

## Ouvrages
- Le plus original des cahiers, in-8°, 1789 ;
- Les vitres cassées par le véritable père Duchesne, députés aux États généraux, in-8°, Paris, imprimerie de Châlon, 1789, 26 p. ;
- Les fers brisés, pour servir au supplément aux Vitres cassées, par le véritable père Duchesne, in-8°, 1789, 23 p. ;
- Lettres bougrement patriotiques du véritable Père Duchêne, 400 n°, in-8°, Paris, imprimerie de Châlon, puis imprimerie de la Société littéraire, 1790-1792 ;
- Véritable Duchêne. Le Tambour du Père Duchêne et le trompette de Jean-Bar, qui annonce à tous les bons patriotes français l'aventure de l'archevêque de Strasbourg, l'emprisonnement de Cagliostro et la captivité de Mme de La Motte de Valois, in-8°, 1791, 8 p. ;
- Le Courrier de l'Egalité, 1792 - 1795 ;
- La Terreur poursuivie par la liberté de la presse, in-8°, 16 p. ;
- Abolition de la peine de mort, ou dangers d'admettre les supplices dans un État sagement gouverné, in-8°, 1794, 56 p. ;
- Le Patriote français, 1797 -1800 ;
- L'Orateur des assemblée primaires, in-12°, 1797 ;
- Journal du Bonhomme Richard", in-8°, 69 numéros, 1797, ;
- Au citoyen Mercier, en réponse à sa lettre insérée dans le n° 490 du Patriote français, in-8°, 1799, 7 p. ;
- Le Citoyen français, journal politique, commercial, littéraire, 1799 - 1800 ;